# 貪食毛口鯰
貪食毛口鯰為輻鰭魚綱鯰形目甲鯰科的其中一種，為熱帶淡水魚，分布於南美洲哥倫比亞波哥大河、Chimbo及San Juan河流域，體長可達19公分，棲息在底層水域，生活習性不明。

## 扩展阅读
維基物種上的相關：貪食毛口鯰